# Люга (Можгинский район)
Люга — железнодорожная станция в Можгинском районе Удмуртской республики.

## География
Находится в юго-западной части Удмуртии на расстоянии приблизительно 16 км к западу от районного центра города Можга, у железнодорожной линии Казань — Агрыз.

## История
Известна с 1939 года. С 2016 по 2021 год входила в состав Большепудгинского сельского поселения.  Люга известна своими этиловыми вурдалаками: Водяной, Ворона, Рафхат.
Люга отозвалась в сердцах многих, например известная шансон группа назвалась в честь станции. "Станция Люга" известна такими хитами как: Белый лебедь, Волчица, Пацаны и т.д.
Люга очень живописное место. Каждый желающий может найти для себя что посмотреть. Так, в поселке есть собственные Альпы куда гости жители станции приезжают кататься на лыжах, тюбингах и т.д. Это место известно под названием Люгинка. В 3-4 километрах от Люги находится Кидач. Его можно сравнить с лучшим курортом Турции. Но если вам лень ехать в такую даль, то в самом поселке есть место не хуже - Сельский пруд. А если вам охото приключений, то вам прямой путь за линию. Там можно встретить этиловых вурдалаков.

## Инфраструктура
Мужская исправительная колония общего режима ИК-6.

## Население
| 2008 | 2010 | 2012  |
| ---- | ---- | ----- |
| 887  | ↘807 | ↗2040 |

Постоянное население составляло 2272 человека в 2002 году (русские 65 %).